# Justo de Tiberíades
Justo de Tiberíades (ou Justus) foi um autor e historiador judeu que viveu na segunda metade do século I. Pouco se sabe sobre sua vida, exceto o que foi contado por seu inimigo político e literário, Flávio Josefo. Ele também teve uma brevíssima biografia escrita por São Jerônimo na sua obra De Viris Illustribus (cap. 14).

## Vida e obra
Justo nasceu em Tiberíades, uma cidade da Galileia fortemente helenizada e era um homem erudito. Ele era próximo do tetrarca Herodes Agripa II e se tornou um dos cidadãos mais importantes de sua cidade-natal .
Durante a primeira guerra judaico-romana (66-73 d.C.), ele entrou em conflito com Josefo, também um líder judeu na Galileia. Quando os romanos reconquistaram a região, Justo buscou refúgio com o tetrarca Agripa. Vespasiano, que liderava as legiões romanas, demandou que Justo fosse executado, mas Agripa o poupou, apenas aprisionando-o. O tetrarca chegou a apontá-lo como seu secretário, mas acabou dispensando-o por ele não ser confiável.

## Disputa com Flávio Josefo
Justo escreveu uma história sobre a guerra na qual ele acusou Josefo pelos problemas da Galileia. Ele também retratou seu antigo mestre Herodes Agripa II de modo desfavorável, mas não chegou a publicá-la até que o tetrarca tivesse morrido. Justo também escreveu uma crônica do povo judeu, de Moisés até Agripa II . Ambas sobreviveram apenas em fragmentos.
Flávio Josefo, o rival de Justo, criticou o seu relato sobre a guerra e defendeu a sua própria conduta na sua obra Vida de Flávio Josefo (ou Autobiografia), de cujas polêmicas passagens derivamos quase tudo que conhecemos sobre a vida de Justo .